# Merei
Merei est une commune du județ de Buzău en Roumanie.
Sa population était de 6 803 habitants en 2011.